# Robert Brout
Robert Brout (Nova Iorque, 14 de junho de 1928 — Linkebeek, 3 de maio de 2011) foi um físico belga. Participou na 23ª Conferência de Solvay, em 2005.
Em 2004 Robert Brout, François Englert e Peter Higgs foram laureados com o Prêmio Wolf de Física.

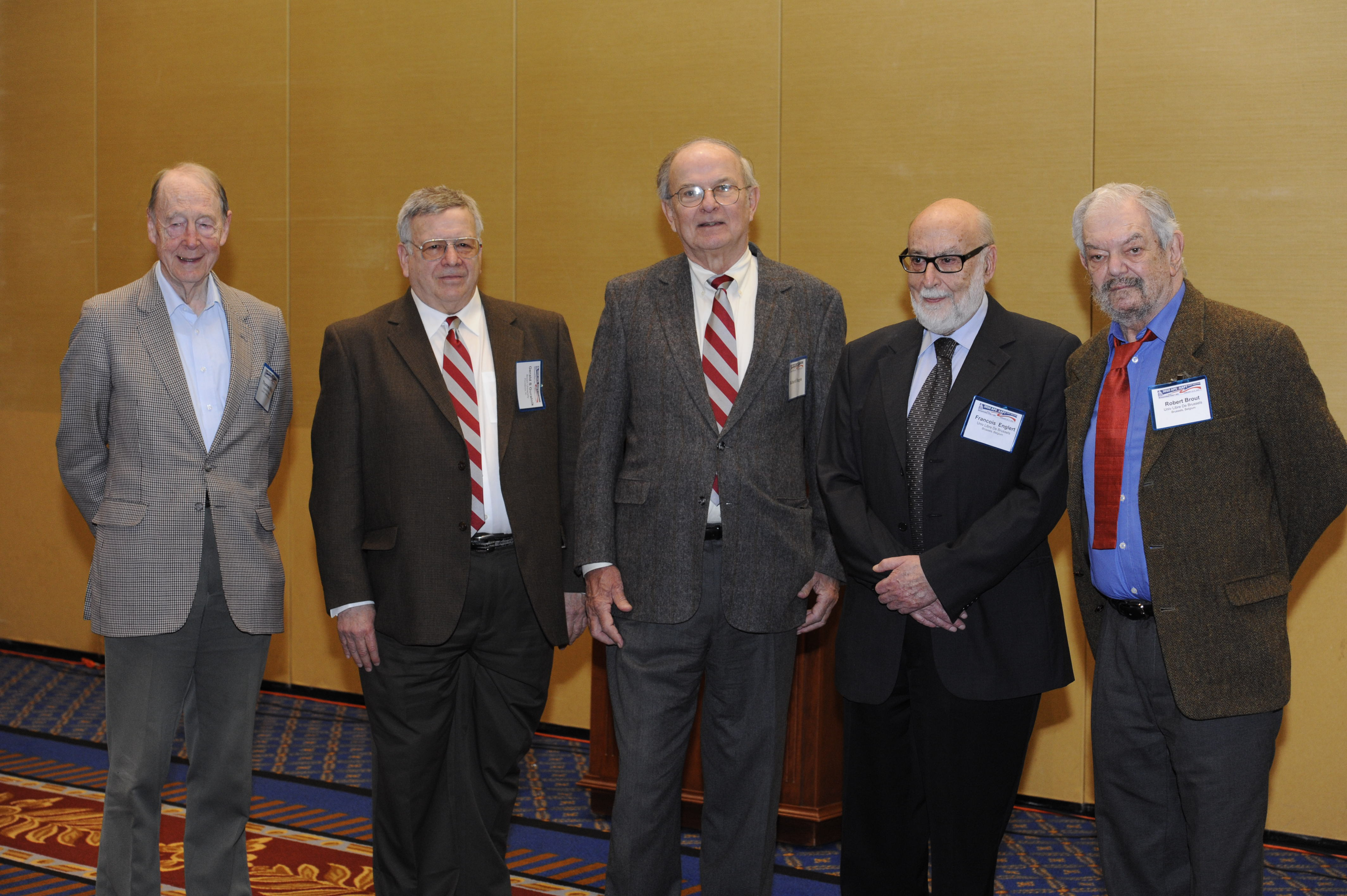
Tom Kibble, Gerald Guralnik, Carl Richard Hagen, François Englert e Robert Brout na cerimônia de entrega do Prêmio Sakurai de 2010